# 束 (単位)
束と呼ばれる単位には複数のものがある。
- 束（そく/つか）→穎稲の収穫量を量る容積単位。
- 束（そく/たば）→同一物をまとめた計数単位。
- 束（そく/つか）→矢などの長さを表す長さ単位。

## 容積単位
束（そく/つか）とは、古代日本における穎稲の単位。1束＝10把。成斤1束は1代（刈）から収穫される稲の量を示す。
1代（刈）は5歩に相当するとされ、成斤1束は穀米（籾米）1斗もしくは舂米5升に換算されるとされていた。しかし、実際には古くは両手の親指と中指による1掴み分を1把（1/10束）とする慣習に基づく大よその目分量であったとされている。
唐の度量衡が導入されたのは『扶桑略記』によれば640年のことだ。それ以後、土地面積との関係付けが正確に計測されるようになった。不安定であった1代（刈）を町段歩制に組み込み、その収量であった束も固定化する作業が行われ、その際に目分量に近い数量が当てはめられたと考えられる。
さらに律令制下において、1段＝250歩から1段＝360歩に改められた後も、1代＝5歩から1束の収穫の原則は変わらなかった。そのため、結果的には以前よりも1束にあたる穎稲の量は減少してしまった。1段＝360歩の下での束を不成斤の1束とも称した。
田令においては、1段あたり2束2把（町単位では22束）の租を徴収する規定があった。当然これは律令制で採用された不成斤の1束によるものであったが、706年（慶雲3年）に成斤1束5把に改められた。
実際の地方行政においては、徴税の場合には穀米納付が多かったため、斗升単位を用いて計量されることが多かった。しかし、穎稲の形で保存されていた稲を貸し出す出挙の場合には、束把単位での計量が行われた。
律令制の衰退後は、束・把・代・刈は再び目分量とそれに基づいた面積単位とする慣習に戻った。束も「1束の稲が採れる土地」という意味で、代・刈と同義の面積単位として用いられる場合もあった。

## 計数単位
束（そく/たば）とは同一物をまとめた計数単位。
現代においては、個々の束を構成する個数や重量・容量が必ずしも一定であるとは限らないが、古くから使われていた束の場合、穎稲の事例と同様に数量まで決められている事例が多い。すなわち、和紙は10帖（200枚）を1束と呼び、釣りでは魚100匹を1束と称した。

## 長さ単位
束（そく/つか）とは矢などの長さを表す単位。指1本分の幅を1伏（ふせ）と呼び、4伏を1束とした。これは親指を除いた指4本分が一握りに相当するからとされている。そのため、記紀においては「拳」「握」「掬」などの表記が用いられている例がある。平均的な矢の長さは尺貫法ではおよそ3尺とされ、これは12束＝48伏に相当した(1束=2寸5分)。日置流の目録では、1束＝2寸5分は、十束剣が2尺5寸という神代の基準が由来としている。